# Agence bolivienne d'information
Pour les articles homonymes, voir ABI.
L'Agence bolivienne d'information,, (Agencia Boliviana de Información), abrégé ABI, est une agence de presse gouvernementale bolivienne. Basée à La Paz, capitale économique du pays, elle diffuse des informations en espagnol.